# Nie miała baba kłopotu
Nie miała baba kłopotu – polski czarno-biały film komediowy z 1935 roku w reżyserii Aleksandra Forda i Michała Waszyńskiego na podstawie scenariusza Andrzeja Łomakowskiego, w opracowaniu literackim Napoleona Sądka i dialogami Konrada Toma. Produkcja miała ukazać podmiejskie letniska i pensjonaty w krzywym zwierciadle.
Nie miała baba kłopotu przedstawia losy jednego z pensjonatów dla arystokratów, założonego przez nowobogackie małżeństwo Boczków, chcących nawiązać kontakty towarzyskie z wyższymi sferami. Do ośrodka przyjeżdża zadłużony młodzieniec Janusz, fałszywie podający się za hrabiego, i zakochuje się w córce Boczków. Okazuje się również właścicielem losu loteryjnego wartego 1 milion złotych.
Film został negatywnie przyjęty przez krytyków, którzy mieli wiele uwag do scenariusza niskiej jakości, słabej reżyserii, zdjęć i gry aktorskiej.

## Opis fabuły
Zamożny handlarz świń, pan Boczek, zostaje właścicielem rozparcelowanego majątku Jołopin. Wzbogacenie się budzi w jego żonie Rozalii pragnienie obracania się w śmietance towarzyskiej. Aby zrealizować ten plan, postanawia wydać swoją jedyną córkę, Basię, za przedstawiciela arystokracji. W tym celu nosi się z zamiarem otwarcia pensjonatu dla wysoko postawionych osób. Wysyła swojego męża do Warszawy po odpowiednie wyposażenie. Pan Boczek nabywa sprzęty niskiej jakości u handlarza tandeciarza na Pociejowie. Za namową kupca kupuje elegancki strój w jednym ze sklepów na ulicy Świętokrzyskiej, później zaś obaj upijają się w knajpie. Podpity mężczyzna wychodzi z lokalu i spaceruje Alejami Ujazdowskimi. Jego uwagę zwracają suknie kobiet z rozcięciem u dołu. W pewnej chwili chwyta nożyczki i zaczyna ciąć przypadkowe przedmioty. Zniszczeniu ulega między innymi los loteryjny. Niesione wiatrem fragmenty kupony trafiają do chłopca Fredzia oraz krawca, który w tym czasie rozmawiał ze swoim dłużnikiem, Januszem. Krawiec zapisuje na podniesionym skrawku papieru należną mu sumę, odrywa zapisaną część i wręcza młodzieńcowi, natomiast resztę losu chowa do kieszeni. Wiedząc o trudnej sytuacji finansowej Janusza, doradza mu poślubienie bogatej panny, co rozwiązałoby jego kłopotliwą sytuację. Młodzieniec, niechętnie ulega wskazówce, fałszywie podaje się za hrabiego i wyjeżdża do pensjonatu Boczka. W autobusie zapoznaje się z Basią i nawiązuje z nią miłosną relację. Właściciele pensjonatu mają nadzieję na ożenek ich córki, ponadto Janusz otrzymuje posadę kierownika ośrodka. Aplikuje gościom kurację odtłuszczającą, organizuje dietę głodową i ćwiczenia gimnastyczne, które faktycznie, na prośbę Boczka, są robotami gospodarskimi. Letnicy odkrywają prawdę i grożą natychmiastowym wyjazdem. Janusz zostaje zdymisjonowany. Niebawem otrzymuje niespodziewaną wiadomość, że do pensjonatu zawita minister. Ostatecznie okazuje się, że w wyniku błędu burmistrza, do ośrodka przyjechał nie minister, lecz krawiec Minster. Gość wyjawia Januszowi, że obaj posiadają odcinki losu wartego 1 milion złotych. 

## Obsada
Zestawienie zostało opracowane na podstawie źródła:
- Władysław Walter (Boczek)
- Barbara Gilewska (Basia Boczkówna)
- Helena Zarembina (żona Boczka, Rozalia)
- Witold Zacharewicz (Janusz)
- Michał Znicz (krawiec Minster)
- Ludwik Lawiński (kupiec)
- Helena Buczyńska
- Irena Skwierczyńska
- Stanisław Sielański
- Stefan Szczuka
- Halina Zawadzka
- Tadeusz Fijewski

## Produkcja
W maju 1935 roku nowo utworzona wytwórnia filmowa Quadra poinformowała w prasie o przystąpieniu do prac nad swoim pierwszym filmem Nie miała baba kłopotu, satyrą na podmiejskie pensjonaty. Za scenariusz odpowiadał Andrzej Łomakowski, jego opracowania literackiego podjął się Napoleon Sądek, natomiast Konrad Tom napisał dialogi. Operatorem został Henryk Vlassak, a muzykę skomponował Henryk Wars. Piosenki napisali Konrad Tom i Władysław Jastrzębiec-Zalewski. Jedną z nich była „Czy to warto być upartą?”. Główną obsadę aktorską stanowili Władysław Walter, Barbara Gilewska, Helena Zarembina, Witold Zacharewicz, Michał Znicz, Ludwik Lawiński i Stanisław Sielański.
W czerwcu ujawniono nazwiska reżyserów, którymi zostali Aleksander Ford i Michał Waszyński. Zdjęcia były kręcone na przełomie czerwca i lipca, głównie w Rozalinie koło Nadarzyna. Według biografa Aleksandra Forda, Stanisława Janickiego, reżyser wycofał się z realizacji filmu po nakręceniu scen plenerowych, nie zgadzając się na nalegania producenta w kwestii rozbudowy wątku miłosnego i poważniejszego jego potraktowania. Nazwisko Forda nie zostało jednak wykreślone z napisów początkowych.

## Odbiór
Nie miała baba kłopotu miała premierę 9 listopada 1935 roku w warszawskim kinie „Filharmonia” i spotkała się z negatywnymi ocenami krytyków.
Stefania Zahorska z „Wiadomości Literackich” nie zauważyła w Nie miała baba kłopotu żadnego elementu, który wniósłby jakąkolwiek pozytywną zmianę do dorobku polskiej kinematografii. Recenzenci „Kina”, „Kuriera Polskiego”, „Małego Dziennika” i „Prosto z Mostu” spostrzegli potencjał, jaki tkwił w temacie filmu, jednakże ukazanie podmiejskich letnisk i pensjonatów w krzywym zwierciadle skończyło się fiaskiem z kilku powodów. W pierwszej kolejności zawiódł scenariusz Andrzeja Łomakowskiego w opracowaniu Napoleona Sądka. Zdaniem krytyków przygotowana przez nich historia zawierała w większości najtańsze efekty komediowe, choć niektóre sceny były zabawne. Określając poziom fabuły, sprawozdawcy wykorzystywali takie określenia, jak: tandeta, kicz, brak polotu, subtelności i wdzięku, banał, sztuczność, szarża, nieprawdopodobieństwa i bzdury. Odnotowali również, że produkcja w swojej formie przypominała bardziej widowisko rewiowe, zbiór skeczów, nie zawsze ściśle ze sobą powiązanych, niektóre zaś sceny kojarzyły się z tymi, zrealizowanymi w produkcjach Świat się śmieje (1934) i Niedokończona Symfonia (1934). Po drugie, surowej krytyce poddana została praca reżyserska Aleksandra Forda i Michała Waszyńskiego. Oprócz tego publicyści filmowi zawiedli się na Henryku Vlassaku, którego tylko nieliczne ujęcia, wyróżniały się spośród tych przeciętnych. 
Autor recenzji z „Małego Dziennika” napisał w podsumowaniu, że „komedia ta, winna być corychlej zdjęta z afisza i wyświetlana w szkole filmowej pod tytułem: Jak nie należy kręcić filmów”. W odczuciu Andrzeja Mikułowskiego z „Prosto z Mostu” takim rodzajem produkcji „psuje się tylko smak naszej publiczności, produkuje się śmiecia coraz więcej i mydli oczy frazesami o przemyśle krajowym. A poprawy nie widać – ani nawet wysiłku”. Jednocześnie krytyk „Dziennika Wileńskiego”, analizując Nie miała baba kłopotu, Rapsodię Bałtyku i Panienkę z poste restante, dodał że te produkcje „trzeba było po sprawiedliwości schlastać w recenzjach, jak się patrzy. Bo jak się patrzy na te filmy, to aż się przykro robi i złość bierze na myśl że w Polsce, mającej najlepszy na świecie teatr, tak nędzne robi się filmy”. 
Recenzenci niepochlebnie odnieśli się do gry aktorskiej. Zrzucili to na karb reżyserów, którzy nie podjęli odpowiedniej współpracy z aktorami. W ten sposób odtwórcy ról zostali pozostawieni sami sobie, szarżowali, a postaci wypadły groteskowo i tragicznie. Według dziennikarza „Czasu”: „Rezultat «wspólnych» wysiłków reżyserskich był ten – że wszyscy aktorzy zgubili się w płyciznach łatwego i głupiego komizmu, łącznie z Walterem i Zniczem, poza jedną Zarembiną, odtwarzającą znakomicie sylwetkę wzbogaconej kuchty”.

### Artykuły prasowe
- Do PP. Właścicieli Kin!, „Wiadomości Filmowe”, 1935, nr 10 (15 V), Warszawa: Ignacy Rotsztadt-Miastecki.
- Filmia, „Kurier Poranny”, 1935, nr 318 (16 XI), Warszawa: Feliks Fryze.
- Filmowa kronika tygodniowa, „Kurier Polski”, 1935, nr 319 (6 XI), Warszawa: W. Kosiakiewicz.
- „Jaśnie pan szofer” w kinie Capitol, „Dziennik Wileński”, 1935, nr 324 (24 XI), Wilno.
- Stefania Zahorska, Kronika filmowa, „Wiadomości Literackie”, 1935, nr 48 (1 XII), Warszawa: Antoni Borman i M. Grydzewski.
- Na ekranie, „Czas”, 1935, nr 318 (19 XI), Kraków.
- Nie miała baba kłopotu, „Wiadomości Filmowe”, 1935, nr 12 (15 VI), Warszawa: Ignacy Rotsztadt-Miastecki.
- Andrzej Mikułowski, Recenzje filmowe, „Prosto z Mostu”, 1935, nr 47 (17 XI), Warszawa.
- Recenzje muzyczne, „Mały Dziennik”, 1935, nr 189 (22 XI), Warszawa, Niepokalanów.
- Z ekranu na ekran, „Kino”, 1935, nr 47 (24 XI), Warszawa: Prasa Polska S.A.
- Z ostatniej chwili!, „Wiadomości Filmowe”, 1935, nr 12 (15 VI), Warszawa: Ignacy Rotsztadt-Miastecki.
- Zacharewicz, Skwierczyńska i Buczyńska ..., „Wiadomości Filmowe”, 1935, nr 14 (15 VII), Warszawa: Ignacy Rotsztadt-Miastecki.
- Humor Sentyment, „Kurier Warszawski”, 1935, nr 308 (9 XI), Warszawa.

### Opracowania
- Stanisław Janicki, Aleksander Ford, Warszawa: Wydawnictwa Artystyczne i Filmowe, 1967.